# Comuna Stovpove, Sakî
Stovpove (în ucraineană Стовпове) este o comună în raionul Sakî, Republica Autonomă Crimeea, Ucraina, formată din satele Lușîne și Stovpove (reședința).

## Demografie
Componența lingvistică a comunei Stovpove
     Rusă (67,42%)
     Ucraineană (22,02%)
     Tătară crimeeană (7,48%)
     Alte limbi (0,43%)
Conform recensământului din 2001, majoritatea populației comunei Stovpove era vorbitoare de rusă (67,42%), existând în minoritate și vorbitori de ucraineană (22,02%), tătară crimeeană (7,48%) și armeană (1,96%).